# 井上由美子
井上由美子（1961年6月24日—），日本女编剧。代表作有《梦想起飞》、《白色巨塔》。

## 编剧作品
- むしの居どころ（1992年，NHK）
- 天上の青（1994年、NHK）
- この指とまれ!!（1995年，NHK）
- 照柿（1995年，NHK）
- 《向日葵》連続テレビ小説 ひまわり（1996年，NHK）
- 《快递高手》ギフト（1997年，富士電視台）
- 熱の島で ヒートアイランド東京（1997年，NHK）
- この指とまれ2（1997年、NHK）
- 織田信長 奪取天下的傻子（1998年、TBS）
- 《闪亮的人生》きらきらひかる（1998年，富士電視台）
- 再婚トランプ（1998年、TBS）
- 《小报急先锋》タブロイド（1998年，富士電視台）
- 《危险关系》危険な関係（1999年，富士電視台）
- 天の瞳（2000年，朝日電視台）
- 《北条时宗》大河ドラマ 北条時宗（2001年，NHK）
- 天の瞳2（2001年、テレビ朝日）
- 忠臣藏1/47（2001年，富士電視台）
- 天の瞳3（2002年、テレビ朝日）
- 《梦想起飞》GOOD LUCK!!（2003年、TBS）
- 《白色巨塔》白い巨塔（2003年，富士電視台）
- 《急速引擎》エンジン（2005年，富士電視台）
- 《溺水的人》ウーマンズ・ビート ドラマスペシャル〜溺れる人〜（2005年，日本電視台）
- 《萤火虫之墓》火垂るの墓（2005年，日本電視台）
- 《街头律师》マチベン（2006年，NHK）
- 《14岁妈妈》14才の母（2006年，日本電視台）
- 《李尔王》王様の心臓〜リア王より〜（2007年4月6日，日本電視台）
- 《罗密欧与朱丽叶》ロミオとジュリエット 〜すれちがい〜（2007年4月7日，日本電視台）
- 新マチベン 〜オトナの出番〜（2007年、NHK）
- 《初吻》ファースト・キス（2007年，富士電視台）
- 《潘多拉》パンドラ（2008年，WOWOW）
- SCANDAL（2008年，TBS）
- 春さらば』（2009年3月25日，東京電視台）
- 《务实高效》サムライ・ハイスクール（2009年，日本電視台）
- 《潘多拉II饥饿列岛》パンドラII 〜飢餓列島〜（2010年、WOWOW）
- 《同窗会～Love Again综合症》同窓会〜ラブ・アゲイン症候群（2010年，朝日電視台）
- いじわるばあさん3 第2話「こんにちはモンスター」（2011年，富士電視台）
- 《得到幸福吧》幸せになろうよ（2011年，富士電視台）※第1話脚本、第2話原案
- 最後の晩餐 〜刑事・遠野一行と七人の容疑者〜（2011年，朝日電視台）
- 陽はまた昇る（2011年，朝日電視台）
- 《潘多拉III 革命前夜 》パンドラIII 革命前夜（2011年、WOWOW）
- ブラックボード〜時代と戦った教師たち〜（2012年、TBS）
- 《LUCKY 7 女王偵探社》（2012年，富士電視台）
- 《婆媳誰怕誰》（2013年，朝日電視台）
- 《日本製造》（2013年，NHK）
- 《女王偵訊室》（2014年、2017年、2019年、2021年，朝日電視台）
- 《地之鹽（日语：地の塩）》（2014年、WOWOW）
- 《潘朵拉～永遠的命～（日语：パンドラ〜永遠の命〜）》（2014年、WOWOW）
- 《午後人妻》（2014年，富士電視台）
- 《純白》（2015年，TBS）
- 《遺產爭族》（2015年，朝日電視台）
- 《營業部長 吉良奈津子》（2016年，富士電視台）
- 《BG～身邊警護人～》系列（2018年、2020年，朝日電視台）
- 《夏洛克：未敘之章》（2019年，富士電視台）
- 《Fixer》（2023年，WOWOW）
- 《Believe－為你架起的橋樑－》（2024年，朝日電視台）
- 《愛的，學校。》（2025年，富士電視台）

## 奖项
| 历年获奖 |                                  |                              |
| 年份     | 奖项名称                         | 入围作品                     |
| 1991年   | 第三届Scenario作家协会大伴昌司赏 | ——                           |
| 1992年   | 日本文化厅艺术作品赏             | 《おしの居どころ》           |
| 1993年   | 蒙特卡洛国际电视节AMADE賞        |                              |
| 1995年   | 日本文化厅艺术作品赏             | 《天上の青》                 |
| 1995年   | 第46届艺术选奖文部大臣新人赏     | 《この指とまれ!!》《照柿》   |
| 1997年   | 日本放送文化基金赏               |                              |
| 1999年   | 桥田赏                           | ——                           |
| 2002年   | 银河赏优秀赏                     |                              |
| 2004年   | 日本放送文化基金赏               |                              |
| 2004年   | 日本民间放送联盟赏最优秀赏       |                              |
| 2006年   | 第58届艺术选奖文部科学大臣赏     | 《街头律师》《十四岁的妈妈》 |
| 2006年   | 第49回日剧学院赏最佳劇本         | 《街头律师》                 |
| 2006年   | 日本文化厅艺术节放送个人赏       | 《萤火虫之墓》               |
| 2007年   | 第25届向田邦子赏                 | 《街头律师》                 |
| 2007年   | 日本文化厅艺术节放送个人赏       | 《萤火虫之墓》               |
| 2008年   | 東京國際戲劇節劇本賞             | 《潘多拉》                   |
| 2014年   | 第82回日剧学院赏最佳劇本         | 《午後人妻》                 |

## 相关连接
- 会員プロフィール 井上由美子（页面存档备份，存于） - 日本シナリオ作家協会